# Blaire White
Blaire White és una youtuber i comentarista política estatunidenca. Descrivint les seves creences com a centredreta, i la crítica cap a la tercera onada del feminisme a més també de criticar el moviment Black Lives Matter. White va donar suport a Donald Trump a la seva carrera per la presidència dels EUA l'any 2016; tanmateix, va acabar tenint certes reserves sobre les seves polítiques quan aquest va accedir al càrrec. Ha estat compromesa amb el seu company youtuber Joey Sarson des del juny de 2018.

## Vida personal
White ha descrit com des d'una edat molt jove ha tingut un sentiment de disfòria de gènere. Quan tenia 20 anys, va descobrir-se com a transgènere als seus amics i familiars, i es va començar a hormonar en una teràpia de feminització l'any 2015. White va assistir a la Universitat Estatal de Califrònia, a Chico, on estudià ciències computacionals. Mentre assistia a la universitat, va aparèixer a una emissió en viu d'Internet d'un amic seu, i els comentaris positius del públic la van animar a començar un canal de YouTube propi. Va confessar haver sobreviscut a una violació. I va descriure aquesta experiència al seu vídeo de col·laboració amb Shane Dawson.
White viu actualment a Los Angeles, Califòrnia. I descriu les seves creences polítiques com de centredreta. Va recolzar però de forma escèptica la carrera de Donald Trump a les eleccions presidencials dels Estats Units del 2016 i ha declarat que continua sent crítica amb algunes de les seves polítiques i accions al càrrec. Per afavorir la seva transició, White va passar per una cirurgia de feminització facial i augment de mama.
Solia tenir un símbol vegà tatuat al canell dret. I després d'aproximadament deu anys, va declarar que ja no seria vegana per "raons de salut".
El juny de 2018, White va anunciar el seu compromís amb el seu company YouTuber, Joey Sarson. I el novembre de 2018, White va compartir el seu desig de tenir fills biològicament i deixar de prendre estrògens.
El febrer de 2017, White va veure com es cancel·lava la seva participació en la xarxa social Facebook durant trenta dies, i va demanar als seus partidaris que enviessin reclamacions a la companyia. El seu compte es va restablir poc després i Facebook va dir que la prohibició havia sigut un error.
A partir del 2019, White ja no s'identifica com a conservadora i ara s'anomena republicana amb idees liberals.
White es considera no religiosa.

## Carrera a YouTube
Després de no estar satisfeta d'estudiar informàtica a la universitat, White va començar a publicar vídeos polítics antifeministes a la plataforma de YouTube el desembre de 2015. I va continuar fent vídeos sobre les seves opinions sobre qüestions socials com la política de gènere. Per aquest motiu es va desfermar un atac mutu doxing entre seguidors de White i seguidors del moviment Black Live Matter. Ella declarà a Penthouse que havia arribat fins i tot a contactar amb l'Oficina Federal d'Investigació (FBI).
White ha penjat a Internet els seus debats polítics amb altres YouTubers, comentaristes i còmics. També ha aparegut al programa de tertúlies polítiques The Rubin Report en diverses ocasions, discutint qüestions com la Llei de seguretat i seguretat de les instal·lacions públiques Carolina del Nord, que exigeix que les persones només utilitzin els banys i canviïn les instal·lacions perquè corresponguin al sexe dels seus respectius certificats de naixement. També ha aparegut a Shane and Friends, un podcast de vídeo organitzat per Shane Dawson.
El 2017, White va començar a penjar vídeos sobre la seva vida personal, incloses les seves cirurgies plàstiques en transició. L'11 de novembre de 2017, White i el seu xicot van filmar un vídeo en què portaven gorres amb l'eslògan de Trump " Make America Great Again " i van assistir a una protesta anti-Trump al Hollywood Boulevard. Al vídeo, afirmava haver estat agredida dues vegades, i que li havien llençat una beguda a la cara. La policia digué que White i el seu xicot van començar els altercats quan van creuar una divisió entre manifestants pro i anti-Trump. White va dir que no tornaria a portar una gorra vermella en una zona d'"americans liberals" a causa d'aquella confrontació.